# Ortogonalidade

Os segmentos de linha AB e CD são ortogonais entre si

Em matemática, ortogonalidade é a generalização da noção de perpendicularidade à álgebra linear de formas bilineares. Dois elementos u e v de um espaço vetorial com forma bilinear B são ortogonais quando B(u, v) = 0. Dependendo da forma bilinear, o espaço vetorial pode conter vetores auto-ortogonais diferentes de zero. No caso de espaços funcionais, famílias de funções ortogonais são usadas para formar uma base.
Por extensão, a ortogonalidade também é usada para se referir à separação de recursos específicos de um sistema. O termo também possui significados especializados em outros campos, incluindo arte e química.

## Etimologia
A palavra vem do grego ὀρθός (ortopedia), significando "na posição vertical", e γωνία (gonia), que significa "ângulo". A antiga orthogōnion ὀρθογώνιον grego e latim clássico orthogonium originalmente denotava um retângulo. Mais tarde, eles passaram a significar um triângulo retângulo. No século XII, a palavra latina pós-clássica orthogonalis passou a significar um ângulo reto ou algo relacionado a um ângulo reto.

## Matemática e Física

Ortogonalidade e rotação de sistemas de coordenadas comparadas entre esquerda: espaço euclidiano através do ângulo circular ϕ, direita: no espaço-tempo de Minkowski através do ângulo hiperbólico ϕ (linhas vermelhas rotuladas c denotam as linhas do universo de um sinal de luz, um vetor é ortogonal a si mesmo se estiver linha).

### Definições
- Na geometria, dois vetores euclidianos são ortogonais se forem perpendiculares, ou seja, formam um ângulo reto.
- Dois vectores, x e y, em um espaço interior do produto, V, são ortogonais se o seu produto interno {\displaystyle \langle x,y\rangle } é zero.[6] Esse relacionamento é denotado {\displaystyle x\perp y}.
- Dois subespaços vetoriais, A e B, de um espaço interno do produto V, são chamados subespaços ortogonais se cada vetor em A for ortogonal a cada vetor em B. O maior subespaço de V ortogonal a um determinado subespaço é seu complemento ortogonal.
- Dado um módulo M e seu M* dupla, um elemento m' de M* e um elemento de m de M são ortogonais se o seu par natural é zero, ou seja, {\displaystyle \langle m',m\rangle =0}. Dois conjuntos S′ ⊆ M∗ e S ⊆ M são ortogonais se cada elemento de S' é ortogonal para cada elemento de S.[7]
- Um sistema de redução de termos é ortogonal se for linear à esquerda e não ambíguo. Sistemas de reescrita de termos ortogonais são confluentes.

Um conjunto de vetores em um espaço interno do produto é chamado ortogonal em pares se cada par deles for ortogonal. Esse conjunto é chamado de conjunto ortogonal.
Em certos casos, a palavra normal é usada para significar ortogonal, particularmente no sentido geométrico como no normal para uma superfície. Por exemplo, o eixo y é normal para a curva y = x2 na origem. No entanto, normal também pode se referir à magnitude de um vetor. Em particular, um conjunto é chamado ortonormal (ortogonal mais normal), se é um conjunto ortogonal de vectores unitários. Como resultado, o uso do termo normal para significar "ortogonal" é frequentemente evitado. A palavra "normal" também tem um significado diferente em probabilidade e estatística.
Um espaço vetorial com uma forma bilinear generaliza o caso de um produto interno. Quando a forma bilinear aplicada a dois vetores resulta em zero, eles são ortogonais. O caso de um plano pseudo-euclidiano usa o termo ortogonalidade hiperbólica. No diagrama, os eixos X 'e T' são hiperbólica-ortogonal para qualquer dado φ.

### Espaços vetoriais euclidianos
No espaço euclidiano, dois vetores são ortogonais se, e somente se, seu produto escalar for zero, ou seja, eles fazem um ângulo de 90° (π / 2 radianos), ou um dos vetores é zero. Portanto, a ortogonalidade dos vetores é uma extensão do conceito de vetores perpendiculares a espaços de qualquer dimensão.
O complemento ortogonal de um subespaço é o espaço de todos os vetores ortogonais para cada vetor no subespaço. Em um espaço vetorial euclidiano tridimensional, o complemento ortogonal de uma linha através da origem é o plano através da origem perpendicular a ela e vice-versa.
Observe que o conceito geométrico de dois planos sendo perpendiculares não corresponde ao complemento ortogonal, pois em três dimensões um par de vetores, um de cada par de planos perpendiculares, pode se encontrar em qualquer ângulo.
No espaço euclidiano de quatro dimensões, o complemento ortogonal de uma linha é uma hiperplana e vice-versa, e que de um plano é um plano.

### Funções ortogonais
Usando o cálculo integral, é comum utilizar o que se segue para definir o produto interno de duas funções f e g em relação a um não-negativo função de ponderação W, durante um intervalo [a, b]
{\displaystyle \langle f,g\rangle _{w}=\int _{a}^{b}f(x)g(x)w(x)\,dx.}
Em casos simples, w(x) = 1.

Dizemos que as funções f e g são ortogonais se seu produto interno (equivalentemente, o valor dessa integral) for zero: 
{\displaystyle \langle f,g\rangle _{w}=0.}
A ortogonalidade de duas funções em relação a um produto interno não implica ortogonalidade em relação a outro produto interno.

Escrevemos a norma com relação a este produto interno como 
{\displaystyle \|f\|_{w}={\sqrt {\langle f,f\rangle _{w}}}}
Os membros de um conjunto de funções {fi : i = 1, 2, 3, ...} são ortogonais em relação a w no intervalo [a, b] se 
{\displaystyle \langle f_{i},f_{j}\rangle _{w}=0\quad i\neq j.}
Os membros desse conjunto de funções são ortonormais em relação a w no intervalo [a, b] se 
{\displaystyle \langle f_{i},f_{j}\rangle _{w}=\delta _{i,j},}
onde
{\displaystyle \delta _{i,j}=\left\{{\begin{matrix}1,&&i=j\\0,&&i\neq j\end{matrix}}\right.}
é o delta de Kronecker. Em outras palavras, cada par deles (excluindo o emparelhamento de uma função consigo mesmo) é ortogonal e a norma de cada um é 1. Veja em particular os polinômios ortogonais.

### Exemplos
- Os vetores (1, 3, 2)T, (3, −1, 0)T, (1, 3, −5)T são ortogonais entre si, uma vez que (1)(3) + (3)(−1) + (2)(0) = 0, (3)(1) + (−1)(3) + (0)(−5) = 0 e (1)(1) + (3)(3) + (2)(−5) = 0.
- Os vetores (1, 0, 1, 0, ...)T e (0, 1, 0, 1, ...)T são ortogonais entre si. O produto escalar desses vetores é 0. Podemos então generalizar para considerar os vetores em Z2n:

{\displaystyle \mathbf {v} _{k}=\sum _{i=0 \atop ai+k<n}^{n/a}\mathbf {e} _{i}}
por algum número inteiro positivo de um, e para 1 ≤ k ≤ a − 1 estes vectores são ortogonais, por exemplo, (1, 0, 0, 1, 0, 0, 1, 0)T (0, 1, 0, 0, 1, 0, 0, 1)T, (0, 0, 1, 0, 0, 1, 0, 0)T são ortogonais.
- As funções 2t + 3 e 45t2 + 9t − 17 são ortogonais em relação a uma função de peso unitário no intervalo de −1 a 1:

{\displaystyle \int _{-1}^{1}\left(2t+3\right)\left(45t^{2}+9t-17\right)\,dt=0}
- As funções 1, sen(nx), cos(nx) : n = 1, 2, 3, ... são ortogonais em relação à integração de Riemann nos intervalos [0, 2π], [−π, π] ou em qualquer outro intervalo fechado de comprimento 2π. Este fato é central na série Fourier.

#### Polinômios ortogonais
- Várias sequências polinomiais nomeadas para matemáticos do passado são sequências de polinômios ortogonais. Em particular:
  - Os polinômios Hermite são ortogonais em relação à distribuição Gaussiana com valor médio zero.
  - Os polinômios de Legendre são ortogonais em relação à distribuição uniforme no intervalo [−1, 1].
  - Os polinômios de Laguerre são ortogonais em relação à distribuição exponencial. Sequências polinomiais de Laguerre um pouco mais gerais são ortogonais em relação às distribuições gama.
  - Os polinômios de Tchebyshev do primeiro tipo são ortogonais em relação à medida {\displaystyle 1/{\sqrt {1-x^{2}}}.}
  - Os polinômios de Tchebyshev do segundo tipo são ortogonais em relação à distribuição de semicírculos de Wigner.

#### Estados ortogonais na mecânica quântica
- Na mecânica quântica, uma condição suficiente (mas não necessária) para que dois autovetores de um operador autoadjunto, {\displaystyle \psi _{m}} e {\displaystyle \psi _{n}}, são ortogonais é que eles correspondem a diferentes autovalores. Isso significa, na notação Dirac, que {\displaystyle \langle \psi _{m}|\psi _{n}\rangle =0} e se {\displaystyle \psi _{m}} e {\displaystyle \psi _{n}} correspondem a diferentes autovalores. Isso decorre do fato de que a equação de Schrödinger é uma equação de Sturm-Liouville (na formulação de Schrödinger) ou que os observáveis são dados por operadores eremitas (na formulação de Heisenberg).[carece de fontes?]
- Na arte, as linhas de perspectiva (imaginárias) que apontam para o ponto de fuga são chamadas de "linhas ortogonais".
- O termo "linha ortogonal" geralmente tem um significado bastante diferente na literatura de crítica de arte moderna. Muitos trabalhos de pintores como Piet Mondrian e Burgoyne Diller são conhecidos por seu uso exclusivo de "linhas ortogonais" - não, no entanto, com referência à perspectiva, mas sim a linhas retas e exclusivamente horizontais ou verticais, formando ângulos retos onde eles se cruzam. Por exemplo, um ensaio no site do Museu Thyssen-Bornemisza afirma que "Mondrian... dedicou toda a sua obra à investigação do equilíbrio entre linhas ortogonais e cores primárias".

## Ciência da computação
Ortogonalidade no design da linguagem de programação é a capacidade de usar vários recursos da linguagem em combinações arbitrárias com resultados consistentes. Esse uso foi introduzido por Van Wijngaarden no design do Algol 68:
O número de conceitos primitivos independentes foi minimizado para que a linguagem seja fácil de descrever, aprender e implementar. Por outro lado, esses conceitos foram aplicados "ortogonalmente" para maximizar o poder expressivo da linguagem enquanto tentava evitar superfluidades deletérias.
Ortogonalidade é uma propriedade de design do sistema que garante que a modificação do efeito técnico produzido por um componente de um sistema não crie nem propague efeitos colaterais para outros componentes do sistema. Normalmente, isso é alcançado através da separação de conceitos e encapsulamento, e é essencial para projetos viáveis e compactos de sistemas complexos. O comportamento emergente de um sistema constituído por componentes deve ser controlado estritamente por definições formais de sua lógica e não por efeitos colaterais resultantes de uma má integração, ou seja, design não ortogonal de módulos e interfaces. A ortogonalidade reduz o tempo de teste e desenvolvimento, porque é mais fácil verificar projetos que não causam efeitos colaterais nem dependem deles.
Diz-se que um conjunto de instruções é ortogonal se não houver redundância (ou seja, existe apenas uma única instrução que pode ser usada para realizar uma determinada tarefa) e foi projetada para que as instruções possam usar qualquer registro em qualquer modo de endereçamento. Essa terminologia resulta da consideração de uma instrução como um vetor cujos componentes são os campos de instrução. Um campo identifica os registros a serem operados e outro especifica o modo de endereçamento. Um conjunto de instruções ortogonais codifica exclusivamente todas as combinações de registradores e modos de endereçamento.[carece de fontes?]

## Comunicações
Nas comunicações, os esquemas de acesso múltiplo são ortogonais quando um receptor ideal pode rejeitar completamente sinais indesejados arbitrariamente fortes do sinal desejado, usando diferentes funções básicas. Um desses esquemas é o TDMA, onde as funções da base ortogonal são pulsos retangulares não sobrepostos ("intervalos de tempo").
Outro esquema é a multiplexação ortogonal por divisão de frequência (OFDM), que se refere ao uso, por um único transmissor, de um conjunto de sinais multiplexados em frequência com o espaçamento exato mínimo de frequência necessário para torná-los ortogonais para que não interfiram entre si . Exemplos conhecidos incluem (a, g e n) versões do 802.11 Wi-Fi; WiMAX; ITU-T G.hn, DVB-T, o sistema de transmissão de TV digital terrestre usado na maior parte do mundo fora da América do Norte; e DMT (Discrete Multi Tone), a forma padrão de ADSL.
No OFDM, as frequências da subportadora são escolhidas    para que as subportadoras sejam ortogonais entre si, o que significa que a interferência entre os subcanais é eliminada e não são necessárias faixas de proteção entre as transportadoras. Isso simplifica muito o design do transmissor e do receptor. No FDM convencional, é necessário um filtro separado para cada subcanal.

## Estatística, econometria e economia
Ao realizar análise estatística, as variáveis independentes que afetam uma variável dependente específica são consideradas ortogonais se não forem correlacionadas, uma vez que a covariância forma um produto interno. Nesse caso, os mesmos resultados são obtidos para o efeito de qualquer uma das variáveis independentes sobre a variável dependente, independentemente de se modelar os efeitos das variáveis individualmente com regressão simples ou simultaneamente com regressão múltipla. Se houver correlação, os fatores não são ortogonais e resultados diferentes são obtidos pelos dois métodos. Esse uso decorre do fato de que se centradas subtraindo o valor esperado (a média), as variáveis não correlacionadas são ortogonais no sentido geométrico discutido acima, tanto como dados observados (como vetores) e como variáveis aleatórias (como funções de densidade). Um formalismo econométrico alternativo à estrutura de máxima verossimilhança, o Método Generalizado de Momentos, baseia-se em condições de ortogonalidade. Em particular, o estimador de mínimos quadrados ordinários pode ser facilmente derivado de uma condição de ortogonalidade entre as variáveis explicativas e os resíduos do modelo.

## Taxonomia
Em taxonomia, uma classificação ortogonal é aquela em que nenhum item é membro de mais de um grupo, ou seja, as classificações são mutuamente exclusivas.

## Combinatória
Em análise combinatória, dois quadrados latinos n×n estão a ser ditos ortogonais se a sua superposição produz todos as possíveis combinações de entrada n2.

## Química e Bioquímica
Na química orgânica sintética, a proteção ortogonal é uma estratégia que permite a desprotecção de grupos funcionais independentemente um do outro. Em química e bioquímica, uma interação ortogonal ocorre quando existem dois pares de substâncias e cada substância pode interagir com seu respectivo parceiro, mas não interage com nenhuma substância do outro par. Por exemplo, o DNA tem dois pares ortogonais: citosina e guanina formam um par de bases, e adenina e timina formam outro par de bases, mas outras combinações de pares de bases são fortemente desfavorecidas. Como exemplo químico, a tetrazina reage com o transcicloocteno e a azida reage com o ciclooctino sem nenhuma reação cruzada, portanto essas são reações mutuamente ortogonais e, portanto, podem ser realizadas simultaneamente e seletivamente. A química bio-ortogonal refere-se a reações químicas que ocorrem dentro de sistemas vivos sem reagir com componentes celulares naturalmente presentes. Na química supramolecular, a noção de ortogonalidade refere-se à possibilidade de duas ou mais interações supramoleculares, geralmente não covalentes, serem compatíveis; forma reversível, sem interferência do outro.
Na química analítica, as análises são "ortogonais" se fizerem uma medição ou identificação de maneiras completamente diferentes, aumentando assim a confiabilidade da medição. Isso geralmente é necessário como parte de uma nova aplicação de medicamento.

## Confiabilidade do sistema
No campo da confiabilidade do sistema, a redundância ortogonal é aquela forma de redundância em que a forma do dispositivo ou método de backup é completamente diferente da tendência a erro no dispositivo ou método. O modo de falha de um dispositivo ou método de backup ortogonalmente redundante não cruza com e é completamente diferente do modo de falha do dispositivo ou método que precisa de redundância para proteger o sistema total contra falhas catastróficas.

## Neurociência
Na neurociência, um mapa sensorial no cérebro com codificação de estímulos sobrepostos (por exemplo, localização e qualidade) é chamado de mapa ortogonal.

## Jogos
Em jogos de tabuleiro como o xadrez, que apresenta uma grade de quadrados, 'ortogonal' é usado para significar "na mesma linha/'classificação' ou coluna/'arquivo'". Esta é a contrapartida dos quadrados que são "diagonalmente adjacentes". No antigo jogo de tabuleiro chinês Go, um jogador pode capturar as pedras de um oponente, ocupando todos os pontos ortogonais adjacentes.

## Outros exemplos
Os registros de vinil estéreo codificam os canais estéreo esquerdo e direito em um único sulco. O sulco em forma de V no vinil tem paredes 90 graus entre si, com variações em cada parede codificando separadamente um dos dois canais analógicos que compõem o sinal estéreo. O cartucho detecta o movimento da caneta seguindo a ranhura em duas direções ortogonais: 45 graus da vertical para ambos os lados. Um movimento horizontal puro corresponde a um sinal mono, equivalente a um sinal estéreo no qual os dois canais transmitem sinais idênticos (em fase).